# アルプ＝ド＝オート＝プロヴァンス県
アルプ＝ド＝オート＝プロヴァンス県(アルプ＝ド＝オート＝プロヴァンスけん、Alpes-de-Haute-Provence)は、フランスのプロヴァンス＝アルプ＝コート・ダジュール地域圏の県である。

## 地理

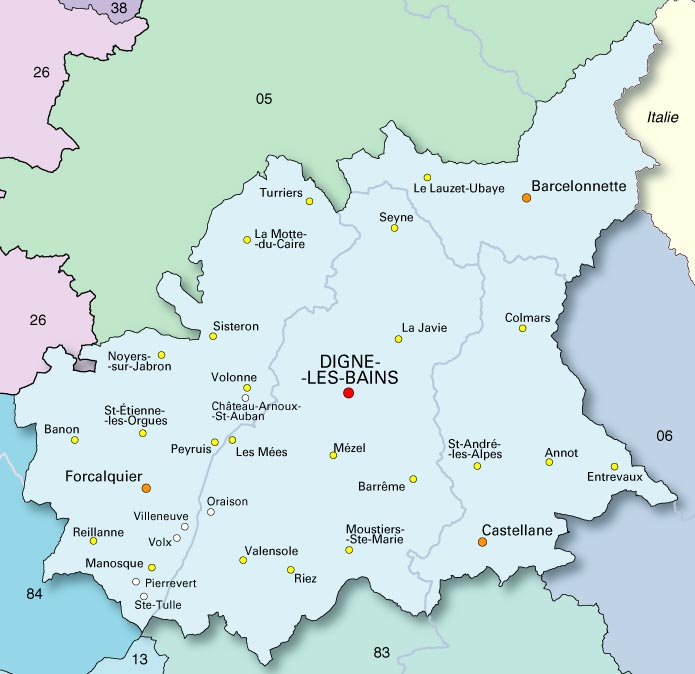
県の地図

地形、気候、人口、経済によって県は3つの地方に分割される。
- プラトー - オート＝プロヴァンスの丘や谷が含まれる。県の面積の1/3を占めるが人口は県の2/3を占める。ほぼ全ての県の経済活動が集中し、山岳観光が行われ、県の主要都市が集まる。デュランス川谷は県の動脈であり、谷の一帯は二分されている。
- プレアルプ（fr） - 中山間地帯。谷があり、村と村の間隔が広い。
- グランド＝ザルプ - ユバエ谷、ブランシュ谷、高ヴェルドン谷を含む。経済はスキー場を含む山岳観光である。高ユバエの峰峰は標高3000mを超え、全ての峠は2000m近くある。県のこの地方を通る道路は、ヨーロッパで最も高い場所を通っている。県道64号線はボネット峠の上、2802mに達する。この道路はティネ川流域のバルセロネットとヴェジュビー川流域をつないでいる。

地形が一帯を分けている。深い峡谷はアクセスが困難で、外部との交流がわずかである多くのテロワールに地方を分割している。1877年当時、55のコミューンでは険しい道でのアクセスまたはラバに乗って道程を行くしかなかった。
地震危険度はゾーン3からゾーン4と中程度で、県内にはデュランスのような様々な断層が存在する。
人口が5000人以上のコミューンは、マノスク、ディーニュ＝レ＝バン、シストロン、シャトー＝アルヌー＝サントーバンである。
ディーニュ＝レ＝バン、シストロン、カステラーヌを中心としたプラトー地域が「オート＝プロヴァンス世界ジオパーク」に指定されている。

## 歴史
1790年3月4日、バス＝ザルプ県（Basses-Alpes）として新設された。県にはプロヴァンス北東部の山岳地帯が含まれていた。しかし1793年にヴォクリューズ県が新設されるとソー郡が割譲され、バルシヨネット郡は1810年にオート＝アルプ県に編入されている。
バス＝ザルプ県は1942年11月から1943年9月まで、イタリアのファシスト政権に占領されていた。
1970年4月13日より、現在の名称に変更された。

## 人口統計
アルプ＝ド＝オート＝プロヴァンスは、1km²あたり20人しかいない、国内有数の人口密度の低い県である。デュランス川谷やブレオーヌ川谷、高原周辺以外の人口はまばらである。
県コミューンの半数は人口が200人以下で、17のコミューンは人口が50人以下である。数多くの集落が放棄された。ほとんどの村は規模が小さい。バルスロネット郡とカステラーヌ郡はフランスで最も人口の少ない郡である（2郡とも人口が1万人以下である）。カステラーヌはフランスで最も人口の少ない小郡所在地である。
県人口はかつて県内でかなり均一に分布していた。山岳での農業がよく発達しており、山岳地帯に人が住んでいたからである。しかし19世紀半ば以降、農村からの人口流出が激しくなり人口が減少した。1850年に県人口は15万人を上回っていたのに、第一次世界大戦後には10万人を下回ったのである。1960年代までこの傾向は続き、むしろ強まり、1954年には9万人を下回った。その後1999年には約14万人、2005年には約153,000人に回復している。しかし現在の県人口は150年前の県人口に近く、人口集団の分布や活動は以前とは異なっている。現在の県人口はデュランス川谷や県南西部に集中し、農業は昔より従事する人は少ない。第三次産業は主として観光業や地元の公共サービスで、現在の主要産業となっている。
| 1801年  | 1831年  | 1841年  | 1851年  | 1856年  | 1861年  | 1866年  |         |
| ------- | ------- | ------- | ------- | ------- | ------- | ------- | ------- |
| 133,966 | 155,896 | 156,055 | 152,070 | 149,670 | 146,368 | 143,000 |         |
| 1872年  | 1876年  | 1881年  | 1886年  | 1891年  | 1896年  | 1901年  |         |
| 139,332 | 136,166 | 131,918 | 129,494 | 124,285 | 118,142 | 115,021 |         |
| 1906年  | 1911年  | 1921年  | 1926年  | 1931年  | 1936年  | 1946年  |         |
| 113,126 | 107,232 | 91,882  | 88,347  | 87,893  | 85,090  | 83,354  |         |
| 1954年  | 1962年  | 1968年  | 1975年  | 1982年  | 1990年  | 1999年  | 2011年  |
| 84,335  | 91,843  | 104,813 | 112,178 | 119,068 | 130,883 | 139,615 | 160,959 |

参照元:SPLAF ; dénombrements militaires, 1968年以降INSEE

## ギャラリー

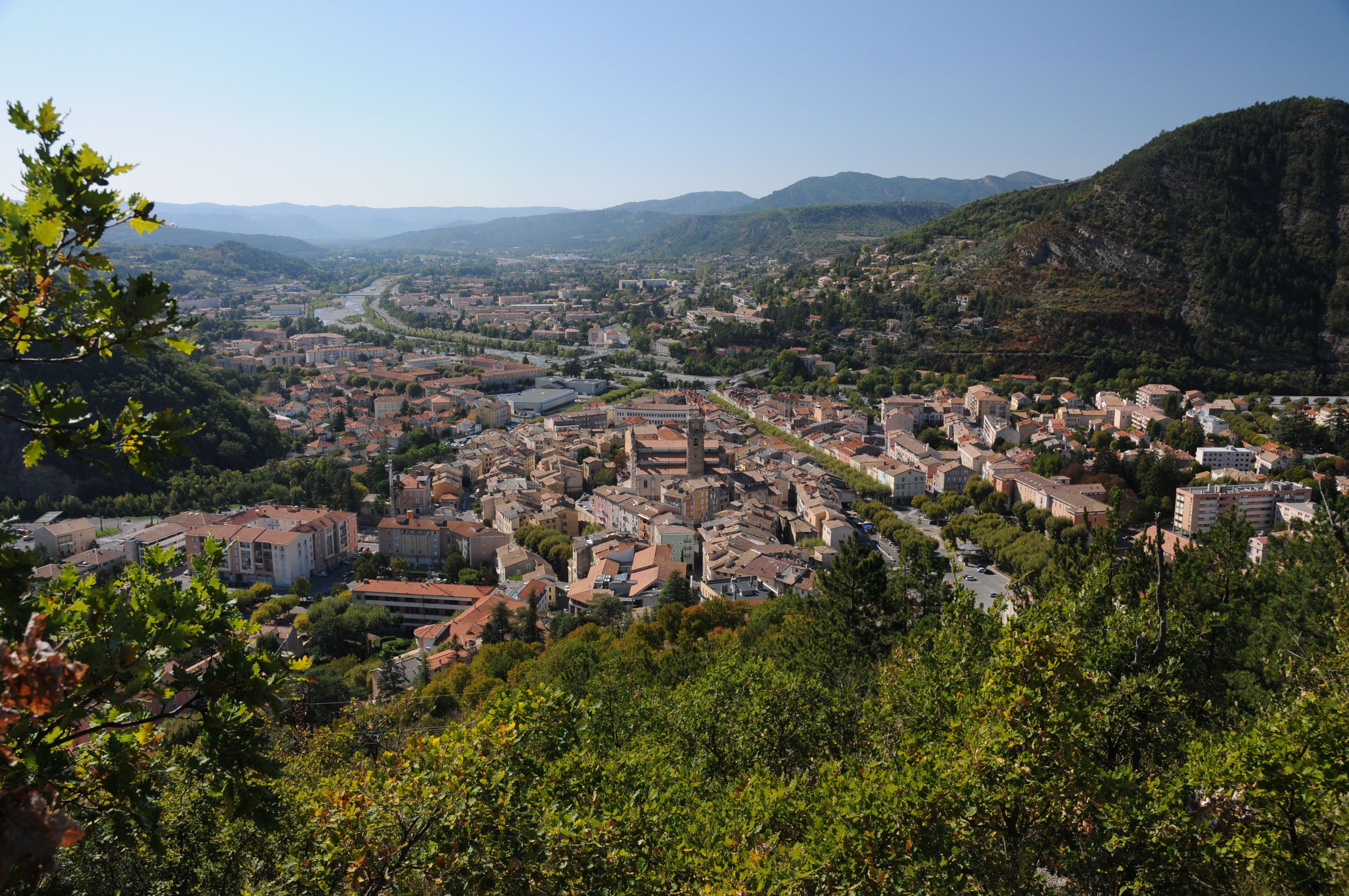
ディーニュ＝レ＝バン
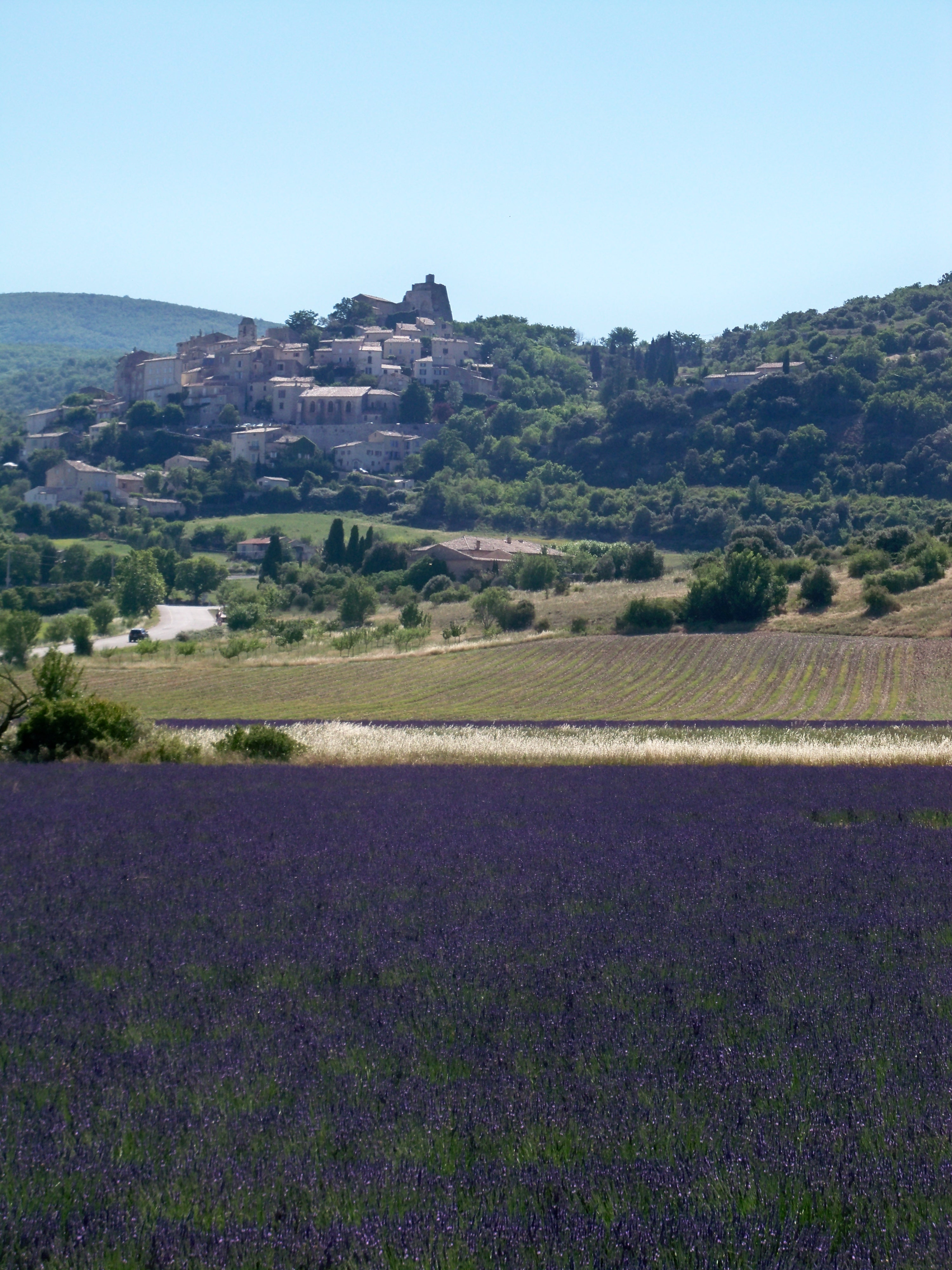
シミアーヌ＝ラ＝ロトンド
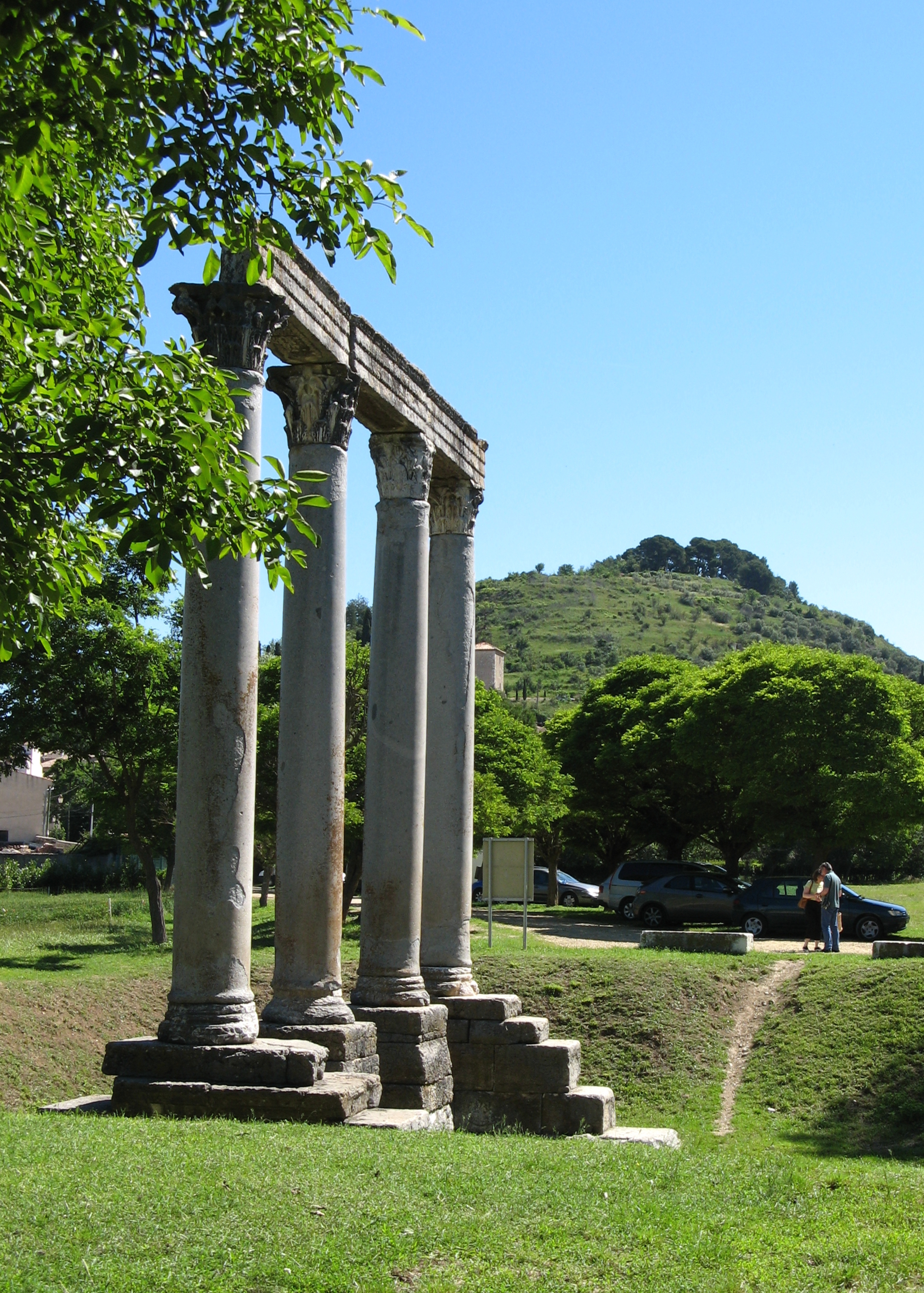
リエズに残るアポロン神殿跡
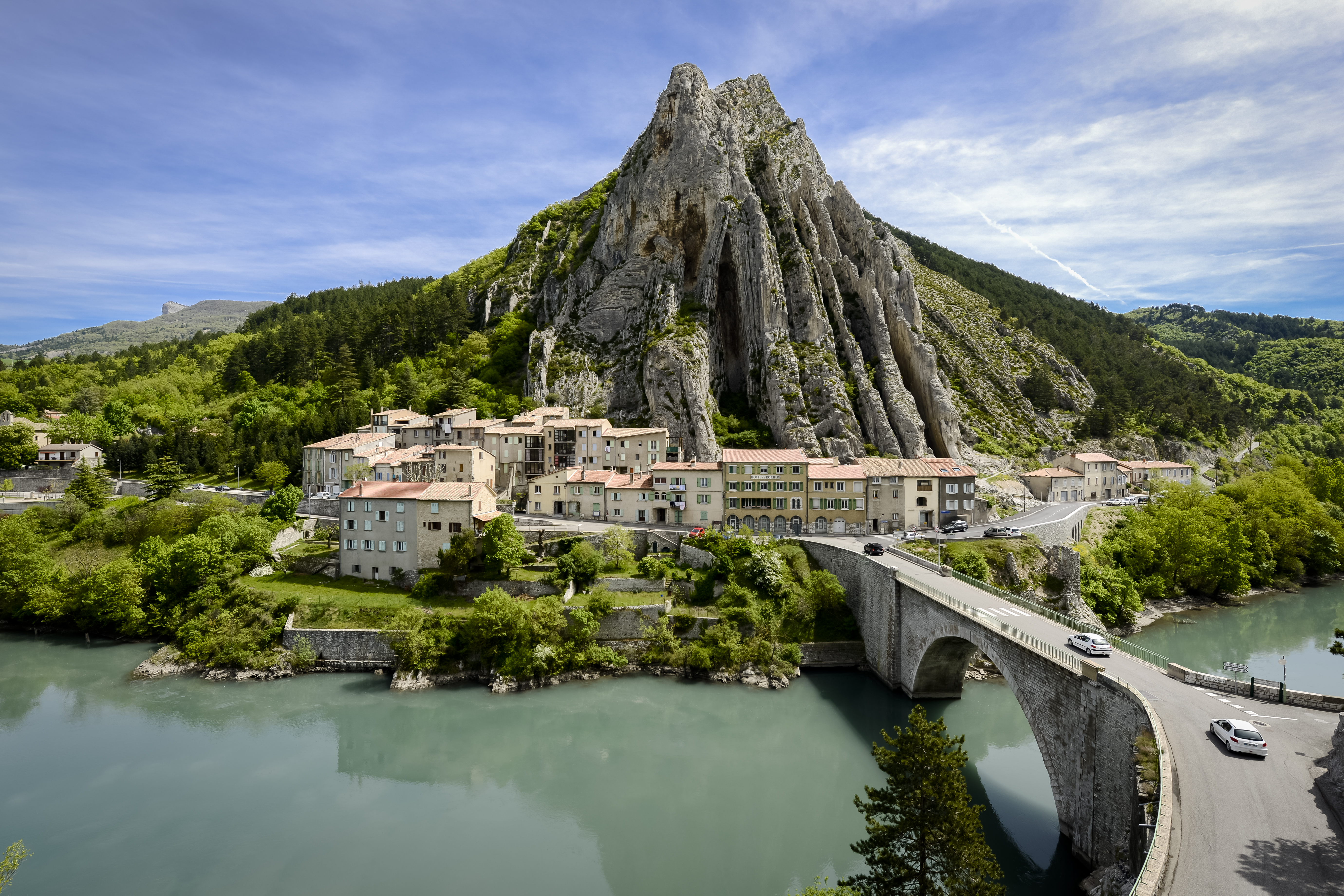
シストロンのラ・ボーム岩